# Distrito de Chulucanas
El distrito de Chulucanas es uno de los diez distritos que conforman la provincia de Morropón ubicada en el departamento de Piura en el norte del Perú.
Desde el punto de vista de la jerarquía de la Iglesia católica, forma parte de la Diócesis de Chulucanas.

## Historia
El distrito de Chulucanas fue creado mediante Ley 8174 del 27 de junio de 1937 durante el gobierno del Presidente Óscar R. Benavides.

## Geografía
Su capital es la ciudad de Chulucanas a 92 m s. n. m. y según el censo de 2007 su población era de 36 613 habitantes con 8 777 viviendas.

## Centros poblados
El distrito tiene una población total de 76 205 habitantes con 18 858 viviendas distribuidos en 126 centros poblados.
| Centro poblado       | Categoría | Altitud (m s. n. m.) | Población | Viviendas |
| -------------------- | --------- | -------------------- | --------- | --------- |
| Batanes              | Villa     | 104                  | 2340      | 629       |
| Cruzpampa - Yapatera | Pueblo    | 107                  | 2761      | 771       |
| Km 50                | Pueblo    | 112                  | 1503      | 331       |
| La Encantada         | Pueblo    | 83                   | 2457      | 577       |
| Paccha               | Villa     | 80                   | 4001      | 1004      |
| Sol Sol              | Pueblo    | 91                   | 2059      | 511       |
| Vicús                | Pueblo    | 106                  | 2269      | 570       |

Dentro de sus localidades se encuentra Chililique Alto, Platanal Bajo, Río Seco Alto, Río Seco Bajo, San Francisco de Paccha y Sancor. 

## Atractivos turísticos
- Catedral de Chulucanas, la Sagrada Familia de Chulucanas, se encuentra ubicada en la plaza de armas de la ciudad, fue construida en 1965 e inaugurada en 1970, sustituyendo al antiguo templo hecho de adobe en 1820 la cual quedó deteriorado por los terremotos propiciados en la época. La Catedral cuenta con diseño de corte moderno y estilo Norteamericano, la fachada tiene forma de un cuadrado invertido y con ventanales en la parte superior en forma triangular y el porton de forma rectangular, también encontramos una estructura simulando una torre de 15 m de altura en donde se encuentran en el centro de la estructura las 3 campanas y una cruz 3 m en la parte alta de la estructura. En el interior de la catedral podemos observar esculturas y cuadros que datan del siglo XIX y XX; una escultura moderna a tamaño natural del Papa Juan Pablo II.

- Cerro arqueológico Vicus, ubicado a 7 km de Chulucanas, cerca al río Ñacara a una altitud 179 m s.n.m., domina como una atalaya. De acuerdo con los trabajos Dr Guzmán y Casafranca en 1964, perteneció a la cultura del mismo nombre. De este cerro se exhumaron 41 tumbas, de las cuales la mayor parte presentan un patrón funerario del "tipo bota", con medidas aproximadas de 60 a 90 cm de diámetro y de 8 a 12 m de profundidad. En la base de estas tumbas se practica una cavidad lateral que le da forma de bota. Como ofrendas funerarias se encontró piezas de cerámica, cobre y algunas de ellas con revestimiento de oro. Fue declarado Patrimonio Cultural de la Nación con Resolución Directoral N.º 1499-INC del 6 de octubre de 2009.

## Autoridades

### Municipales
- 2019 - 2022[3]
  - Alcalde: Nelson Mío Reyes, del Partido Democrático Somos Perú.
  - Regidores:

  1. Edberg César Valladolid Bereche (Partido Democrático Somos Perú)
  2. Ana María Rubio De Otero (Partido Democrático Somos Perú)
  3. Edwin Alberto Baca Chunga (Partido Democrático Somos Perú)
  4. María Angélica Flores Arriola (Partido Democrático Somos Perú)
  5. Samuel Castillo Chávez (Partido Democrático Somos Perú)
  6. Gisela Jeanette Gutiérrez García (Partido Democrático Somos Perú)
  7. Gilmer Mario Oliva Jiménez (Partido Democrático Somos Perú)
  8. María del Socorro Rivas Gómez (Región para Todos)
  9. Jorge Luis Mezones Chávez (Región para Todos)
  10. Carmen Rosa Campos Mendoza (Movimiento Independiente Fuerza Regional)
  11. Waldir Wilfredo Bravo Arizola (Movimiento Regional Seguridad y Prosperidad)

### Policiales
- Comisario: Comandante PNP .

## Festividades
- San Sebastián.
- San Ramón.
- Todos los Santos.